# Ignacio Camacho
Ignacio Camacho Barnola (Saragozza, 4 maggio 1990) è un ex calciatore spagnolo, di ruolo  centrocampista o difensore.

## Caratteristiche tecniche
Gioca prevalentemente come mediano davanti alla difesa, abile in fase di interdizione, può essere schierato all'occorrenza anche da difensore centrale.

## Carriera

### Club

#### Gli inizi all'Atletico Madrid e il passaggio al Malaga
Cresce calcisticamente nelle giovanili dell'Atlético Madrid per poi debuttare in prima squadra, il 12 dicembre 2007, in una partita esterna di coppa del Re giocata contro il Granada vinta per 2-1 dall'Atlético. Totalizza globalmente con i Colchoneros 50 presenze e due reti. Il 30 dicembre 2010 si trasferisce a titolo definitivo al Málaga dove rimane per sei anni e mezzo totalizzando globalmente con i 
Boquerones 201 presenze, segnando 19 reti.

#### Wolfsburg
Si trasferisce l'8 luglio 2017 a titolo definitivo per 15 milioni di euro, ai tedeschi del Wolfsburg firmando un contratto quadriennale. Il 13 agosto successivo, nella gara di Coppa di Germania, segna la sua prima rete con la maglia dei Lupi realizzando il goal della vittoria, in trasferta contro l'Eintracht Norderstedt.
Il 15 settembre 2020, dopo 3 anni condizionati dagli infortuni, annuncia il suo ritiro dal calcio giocato.

### Nazionale
Ha partecipato giocando da capitano con la Spagna Under-17 al campionato europeo di categoria nel 2007 vincendo la competizione battendo l'Inghilterra in finale. Grazie a questa vittoria la rappresentativa spagnola si qualifica al campionato mondiale di calcio Under-17 del 2007. Nella competizione mondiale gioca le 7 gare che portano la Spagna fino alla finale contro la Nigeria, venendo però sconfitti 3-0 ai rigori.
Per causa di un infortunio nell'estate 2007 è costretto a saltare gli Europei Under-21 di categoria in Svezia, con la nazionale Under-21 spagnola. Tuttavia però vi partecipa due anni dopo Europei Under-21 in Israele vincendo l'oro in finale contro i pari età dell'Italia.
Nel novembre del 2014 viene convocato per la prima volta nella nazionale maggiore dal CT Del Bosque, per un'amichevole giocata a Vigo contro la Germania in cui è subentrato a Busquets al 46º minuto.

## Statistiche

### Presenze e reti nei club
Statistiche aggiornate al 29 settembre 2018.
| Stagione               | Squadra                | Campionato             | Campionato | Campionato | Coppe nazionali | Coppe nazionali | Coppe nazionali | Coppe continentali | Coppe continentali | Coppe continentali | Altre coppe | Altre coppe | Altre coppe | Totale | Totale |
| Stagione               | Squadra                | Comp                   | Pres       | Reti       | Comp            | Pres            | Reti            | Comp               | Pres               | Reti               | Comp        | Pres        | Reti        | Pres   | Reti   |
| ---------------------- | ---------------------- | ---------------------- | ---------- | ---------- | --------------- | --------------- | --------------- | ------------------ | ------------------ | ------------------ | ----------- | ----------- | ----------- | ------ | ------ |
| 2007-2008              | Atletico Madrid B      | SDB                    | 12         | 0          | -               | -               | -               | -                  | -                  | -                  | -           | -           | -           | 12     | 0      |
| 2007-2008              | Atlético Madrid        | PD                     | 10         | 2          | CR              | 1               | 0               | CU                 | 0                  | 0                  | -           | -           | -           | 11     | 2      |
| 2008-2009              | Atlético Madrid        | PD                     | 8          | 0          | CR              | 3               | 0               | UCL                | 1                  | 0                  | -           | -           | -           | 12     | 0      |
| 2009-2010              | Atlético Madrid        | PD                     | 12         | 0          | CR              | 3               | 0               | UCL+UEL            | 1+6                | 0                  | -           | -           | -           | 22     | 0      |
| 2010-gen. 2011         | Atlético Madrid        | PD                     | 0          | 0          | CR              | 2               | 0               | UEL                | 2                  | 0                  | SU          | 1           | 0           | 5      | 0      |
| Totale Atlético Madrid | Totale Atlético Madrid | Totale Atlético Madrid | 30         | 2          |                 | 9               | 0               |                    | 10                 | 0                  |             | 1           | 0           | 50     | 2      |
| gen.-giu. 2011         | Málaga                 | PD                     | 15         | 0          | CR              | 1               | 0               | -                  | -                  | -                  | -           | -           | -           | 16     | 0      |
| 2011-2012              | Málaga                 | PD                     | 13         | 1          | CR              | 1               | 0               | -                  | -                  | -                  | -           | -           | -           | 14     | 1      |
| 2012-2013              | Málaga                 | PD                     | 33         | 2          | CR              | 4               | 1               | UCL                | 13                 | 0                  | -           | -           | -           | 50     | 3      |
| 2013-2014              | Málaga                 | PD                     | 33         | 5          | CR              | 1               | 0               | -                  | -                  | -                  | -           | -           | -           | 34     | 5      |
| 2014-2015              | Málaga                 | PD                     | 25         | 2          | CR              | 3               | 2               | -                  | -                  | -                  | -           | -           | -           | 28     | 4      |
| 2015-2016              | Málaga                 | PD                     | 23         | 2          | CR              | 1               | 0               | -                  | -                  | -                  | -           | -           | -           | 24     | 2      |
| 2016-2017              | Málaga                 | PD                     | 35         | 4          | CR              | 0               | 0               | -                  | -                  | -                  | -           | -           | -           | 35     | 4      |
| Totale Málaga          | Totale Málaga          | Totale Málaga          | 177        | 16         |                 | 11              | 0               |                    | 13                 | 0                  |             | -           | -           | 201    | 19     |
| 2017-2018              | Wolfsburg              | BL                     | 11+2       | 0          | CG              | 2               | 1               | -                  | -                  | -                  | -           | -           | -           | 15     | 1      |
| 2018-2019              | Wolfsburg              | BL                     | 6          | 0          | CG              | 0               | 0               | -                  | -                  | -                  | -           | -           | -           | 6      | 0      |
| Totale Wolfsburg       | Totale Wolfsburg       | Totale Wolfsburg       | 17+2       | 0          |                 | 2               | 1               |                    | -                  | -                  |             | -           | -           | 21     | 1      |
| Totale carriera        | Totale carriera        | Totale carriera        | 236+2      | 18         |                 | 22              | 3               |                    | 23                 | 0                  |             | 1           | 0           | 284    | 22     |

### Cronologia presenze e reti in nazionale
| Cronologia completa delle presenze e delle reti in nazionale ― Spagna | Cronologia completa delle presenze e delle reti in nazionale ― Spagna | Cronologia completa delle presenze e delle reti in nazionale ― Spagna | Cronologia completa delle presenze e delle reti in nazionale ― Spagna | Cronologia completa delle presenze e delle reti in nazionale ― Spagna | Cronologia completa delle presenze e delle reti in nazionale ― Spagna | Cronologia completa delle presenze e delle reti in nazionale ― Spagna | Cronologia completa delle presenze e delle reti in nazionale ― Spagna |
| Data                                                                  | Città                                                                 | In casa                                                               | Risultato                                                             | Ospiti                                                                | Competizione                                                          | Reti                                                                  | Note                                                                  |
| --------------------------------------------------------------------- | --------------------------------------------------------------------- | --------------------------------------------------------------------- | --------------------------------------------------------------------- | --------------------------------------------------------------------- | --------------------------------------------------------------------- | --------------------------------------------------------------------- | --------------------------------------------------------------------- |
| 18-11-2014                                                            | Vigo                                                                  | Spagna                                                                | 0 – 1                                                                 | Germania                                                              | Amichevole                                                            | -                                                                     | 46’                                                                   |
| Totale                                                                |                                                                       | Presenze                                                              | 1                                                                     |                                                                       | Reti                                                                  | 0                                                                     |                                                                       |

## Palmarès

### Club
- UEFA Europa League: 1

Atlético Madrid: 2009-2010
- Supercoppa UEFA: 1

Atlético Madrid: 2010

### Nazionale
- Campionato d'Europa Under-17: 1

Belgio 2007
- Campionato d'Europa Under-21: 1

Israele 2013